# Felipe Colombo
Felipe Colombo Eguía (Città del Messico, 8 gennaio 1983) è un attore, cantante e musicista messicano naturalizzato argentino.

## Biografia
Felipe Colombo nasce l'8 gennaio 1983 a Città del Messico, dell'attore argentino Juan Carlos Colombo e dell'attrice teatrale e costumista Patricia Eguía, e ha una sorella maggiore, Sol.
All'età di 7 anni inizia a recitare in un programma del padre, intitolato Entre todos si se puede; successivamente partecipa alle opere teatrali El abuelo y yo, Momo, La vida del rey Eduardo II de Inglaterra. Nel 1992 prende parte al suo primo spettacolo in televisione dal titolo Ángeles sin paraíso, in seguito Un amore di nonno, Agujetas de color de rosa, Chiquititas e nei film Cilantro y perejil ed El Paje. Dal 1998 risiede in Argentina, mentre negli anni successivi partecipa a tre stagioni di Chiquititas, nel ruolo di Felipe Meija, poi dal 2002 al 2003 partecipa a Rebelde Way e nel film Erreway: 4 caminos.
Nel 2005 prende parte come protagonista alla commedia El graduado, Doble vida; dopo un anno partecipa insieme a suo padre a No te preocupes ojos azules. Dopo altri film e telenovelas, nel 2011 entra nel cast di Herederos de una venganza.
Nel 2012 ha debuttato come conduttore televisivo in un programma di viaggio con l'attrice Isabel Macedo chiamato La vuelta al mundo. Inoltre, ha recitato in diversi film: Matar a Videla, Cara de queso, El fantasma de Buenos Aires, Solos en la ciudad, Marea de Arena, nella telenovela Pol-ka
Sos mi hombre con Luciano Castro e Celeste Cid. Nel 2013 interpreta Álvaro Goldstein della miniserie  Inconsistente colectivo, nel 2014 interpreta Fidel in Mis amigos de siempre, con Nicolás Cabré, Gonzalo Heredia, Nicolás Vázquez, Agustina Cherri, Emilia Attias e Calu Rivero. Nel 2016 ha recitato nella commedia Cardenio di William Shakespeare.

### Erreway
Felipe Colombo, insieme a Camila Bordonaba, Benjamín Rojas e Luisana Lopilato, hanno formato un gruppo, gli Erreway, grazie alla telenovela Rebelde Way. Gli Erreway hanno ottenuto il disco d'oro e di platino, e hanno pubblicato tre album: Señales nel 2002, Tiempo nel 2003 e Memoria nel 2004. Durante l'attività del gruppo hanno fatto tre tournée, sciogliendosi definitivamente nel 2007. A novembre 2024 sui social è stato annunciato il ritorno della band per un tour mondiale nel 2025, chiamato Juntos otra vez, con date in Ecuador, Perù, Spagna e Italia.

### La Miss Tijuana
Il gruppo musicale La Miss Tijuana, costituito da Camila Bordonaba, Felipe e Willie Lorenzo, è nato nel 2010, pubblicando tre canzoni su Facebook, My Space, YouTube e sul sito ufficiale. Il 16 settembre 2011 la band annuncia una sospensione indeterminata.

### RoCo
I RoCo sono un gruppo musicale composto da Felipe Colombo, Benjamín Rojas e Willie Lorenzo formatosi nel 2012. Il gruppo si scioglie nel 2015

### Carriera solista
Nel 2021 inizia la carriera da solista pubblicando il singolo Más. Nel 2022 pubblica i singoli Peicer e Frida. Nel 2023 i singoli Fantasía retro e Reflector anticipano l’uscita del suo EP Felipe Colombo.

## Vita privata
Dal 2000 al 2004 ha avuto una relazione con l’attrice Luisana Lopilato. Dal 2005 al 2006 ha avuto una relazione con la conduttrice e modella argentina Cecilia Bonelli.
Dal 2007 ha una relazione con Cecilia Coronado, dalla quale il 3 novembre 2009 ha avuto una figlia, Aurora. Mantiene un'amicizia con i suoi ex colleghi di Erreway, Benjamín Rojas e Camila Bordonaba che sono padrino e madrina di sua figlia.

## Filmografia

### Cinema
- Sonata de luna, regia di Marina Stavenhagen (1992)
- Cilantro y perejil, regia di Rafael Montero (1996)
- El Paje, regia di Eduardo Soto-Falcón (1999)
- Chiquititas: Rincón de luz, regia di José Luis Massa (2001)
- Erreway: 4 caminos, regia di Ezequiel Crupnicoff (2004)
- Cara de queso - Mi primer ghetto, regia di Ariel Winograd (2006)
- Cañitas. Presencia, regia di Julio Cesar Estrada (2007)
- Fantasma de Buenos Aires, regia di Guillermo Grillo (2008)
- Marea de arena, regia di Gustavo Montiel Pages (2009)
- Matar a Videla, regia di Nicolas Capelli (2010)
- Carmilla, regia di Ernesto Aguilar (2010)
- Solos en la ciudad, regia di Diego Corsini (2011)
- Usura, regia di Manuel F. Paz Ochoa (2012)
- Testigo Íntimo, regia di Santiago Fernández Calvete (2015)
- Wet Dreams, regia di Talo Silveyra - cortometraggio (2019)

### Televisione
- Un amore di nonno (El abuelo y yo) – serie TV, 3 episodi (1992)
- Ángeles sin paraíso – serie TV (1992)
- Agujetas de color de rosa – serie TV, 1 episodio (1994)
- Mujer, casos de la vida real – serie TV, 1 episodio (1996)
- Chiquititas – serie TV (1998-2000)
- Rebelde Way – serie TV (2002-2003)
- Flor - Speciale come te (Floricienta) – serie TV (2004)
- Doble vida – serie TV (2005)
- Mujeres asesinas – serie TV, 2 episodi (2006)
- Amor mío – serie TV, 1 episodio (2006)
- Son de Fierro – serie TV (2007-2008)
- Por amor a vos – serie TV (2008)
- Enseñame a vivir – serie TV (2009)
- Atrapados – serie TV (2011)
- Herederos de una venganza – serie TV, 11 episodi (2011-2012)
- Sos mi hombre – serie TV (2012)
- Inconsciente colectivo – serie TV (2013)
- Mis amigos de siempre – serie TV (2013-2014)
- En viaje – serie TV (2015)
- Encerrados – serie TV, 1 episodio (2018)

## Discografia

### Con La Miss Tijuana

#### Singoli
- 2010 — Sólo me salva amar
- 2010 — Vuelvo
- 2011  — Deja que llueva
- 2011  — Tres iguanas

### Con i RoCo

#### Singoli
- 2013  — Como baila la novia
- 2013  — Pasaron años
- 2013 — Gira
- 2013 — Quien se ha tomado todo el vino
- 2013 — Tornado

### Da solista

#### Singoli
- 2021 — Más
- 2022 — Peicer
- 2022 — Frida
- 2023 — Fantasía retro
- 2023 — Reflector

#### EP
- 2023 — Felipe Colombo

### Colonne sonore
- 1999 – Chiquititas vol. 5
- 2000 – Chiquititas vol. 6
- 2001 – Chiquititas vol. 7
- 2001 – Chiquititas: Rincón de luz
- 2007 – Son de Fierro

## Teatro
- Entre todos si se puede (1989)
- El abuelo y yo (1989)
- Momo (1989)
- Edoardo II (1989)
- Los ladrones del tiempo (1989)
- Ángeles sin paraíso (1992)
- Chiquititas (1999-2000)
- El graduado (2005)
- No te preocupes ojos azules (2006)
- Yepeto (2008)
- El alivio (2009)
- No confíes en mí (2010)
- Noches de reyes (2011-2012)
- La mujer del domingo (2012)
- La nota mágica (2014)
- Así es la vida (2014-2015)
- Cardenio (2016)
- Stravaganza, sin reglas para el amor (2018)
- Desesperados (2018)
- Los martes orquídeas (2019)
- Madre coraje (2019)
- Camarera (2019)
- No a la guita  (2019)
- Sex, viví tu experiencia (2020-2022)
- Pestañeame (2020)
- Edmond (2023)

## Tournée
- 2002/03 – Tour Señales
- 2003/04 – Tour Nuestro Tiempo
- 2004 – Gira de Despedida de Erreway
- 2006 – Erreway: Gira de España
- 2025 – Juntos otra vez

## Doppiatori italiani
Nelle versioni in italiano delle opere in cui ha recitato, Felipe Colombo è stato doppiato da:
- Paolo De Santis, Daniele Raffaeli e Matteo Liofredi in Rebelde Way[19]